# 경주 불국사 금동비로자나불좌상
경주 불국사 금동비로자나불좌상(慶州 佛國寺 金銅毘盧遮那佛坐像)은 대한민국 경상북도 경주시 불국사 비로전에 있는 남북국 시대 신라의 금동 불상이다. 1962년 12월 20일 대한민국의 국보 제26호 불국사 금동비로자나불좌상으로 지정되었다가, 2010년 6월 28일 현재의 명칭으로 변경되었다.

## 개요
경주시 토함산 기슭에 자리잡은 불국사는 통일신라 경덕왕 10년(751) 김대성의 발원에 의해 창건된 사찰로, 『삼국유사』에 의하면 김대성은 현세의 부모를 위해 불국사를, 전생의 부모를 위해 석굴암 석굴을 창건하였다고 한다. 불국사 비로전에 모셔져 있는 높이 1.77m의 이 불상은 진리의 세계를 두루 통솔한다는 의미를 지닌 비로자나불을 형상화한 것이다.
머리에는 머리칼을 작은 소라 모양으로 표현하였으며, 얼굴은 위엄이 있으면서도 자비로운 인상을 풍기고 있다. 왼쪽 어깨에만 걸쳐 입은 옷은 매우 얇게 표현되어 있다. 자연스럽게 흘러내리고 있는 옷주름의 표현은 매우 사실적이다. 손모양은 오른손 검지를 왼손으로 감싸고 있어 비로자나불이 취하는 일반적인 손모양과는 반대로 표현되었다.
이 불상은 양감과 적절한 신체비례 등에서 이상적이면서 세련된 통일신라시대 불상의 모습을 엿볼 수 있으며, 경주 불국사 금동아미타여래좌상(국보 제27호), 경주 백률사 금동약사여래입상(국보 제28호)과 함께 통일신라 3대 금동불상으로 불린다.

## 같이 보기
- 불국사